# Stazione di Almelo
La stazione di Almelo è la principale stazione ferroviaria di Almelo, Paesi Bassi.